# هرم مخمس‌القاعده
در هندسه، هرم مخمس القاعده هرمی با قاعده پنج ضلعی است که پنج وجه جانبی مثلثی شکل بر روی آن بنا شده‌اند که در یک نقطه (راس) به هم می‌رسند. مانند هر هرم، مزدوجش خودش (هرم مخمس القاعده) است.
هرم مخمس القاعده متساوی الاضلاع دارای قاعده ای است که یک پنج ضلعی منتظم است و وجوه جانبی آن مثلث‌های متساوی الاضلاع هستند. هرم مخمس القاعده متساوی الاضلاع دومین جسم جانسون (J2) است.
می‌توان آن را به عنوان بریده‌ای از یک بیست وجهی مشاهده کرد. باقیمانده بیست وجهی، یازدهمین جسم جانسون (J11) را تشکیل می‌دهد.

## روابط
در یک هرم مخمس القاعده با ارتفاع h و طول ضلع a و مساحت کل A(مجموع مساحت قاعده و پنج برابر مساحت هر مثلث) و حجم V همواره روابط زیر برقرارند:
{\displaystyle h=\left({\sqrt {\frac {5-{\sqrt {5}}}{10}}}\right)a\approx 0.52573a.}
{\displaystyle A={\frac {a^{2}}{2}}{\sqrt {{\frac {5}{2}}\left(10+{\sqrt {5}}+{\sqrt {75+30{\sqrt {5}}}}\right)}}\approx 3.88554\cdot a^{2}.}
{\displaystyle V=\left({\frac {5+{\sqrt {5}}}{24}}\right)a^{3}\approx 0.30150a^{3}.}